# ニグルの木の葉
ニグルの木の葉（にぐるのこのは、原題：Leaf by Niggle）はJ・R・R・トールキンによる短編小説。1945年に発表された。後に「妖精物語について」（On Fairy-stories）と「ニグルの木の葉」は一緒に『木と葉』（Tree and Leaf）という題名で1964年に出版された。

## あらすじ
売れない絵描きのニグルは葉を描くことにかけては優れた才能を持っていた。しかし葉を描いているうちに世界が広がりだし、彼にとっては野心的すぎる規模にまでなってしまう。しかしそれは同時にニグルにとって描き切るべき「絵」と呼べるものでもあった。絵の世界は広がり、カンバスは継ぎ足されていく。そして様々な雑事による中断の末、制作の途上でニグルは旅に出なければならなくなる。

## 登場人物
- ニグル（Niggle）

独り身の絵描き。お人好しで頼み事を断れない。名前は「こだわり過ぎる者」という意味。
- パリッシュ（Parish）

ニグルの隣人で片足が不自由な農夫。名前は「教区」という意味もある。
- 駅員（the Porter）

旅に出たニグルが着いた駅の駅員。本来の意味なら「運搬人」。

## 日本語訳
現在入手可能な日本語訳は以下の通り
- 「ニグルの木の葉」
  - 『農夫ジャイルズの冒険 トールキン小品集』 評論社 2002年 ISBN 4-566-02110-6 所収
  - 『妖精物語について ファンタジーの世界』 猪熊葉子訳 評論社 2003年 ISBN 4-566-02111-4 所収